# 朗蒂利 (科多尔省)
朗蒂利（法語：Lantilly）是法国科多尔省的一个市镇，属于蒙巴尔区（Montbard）奥克苏瓦地区塞米县（Semur-en-Auxois）。该市镇总面积9.26平方公里，2009年时的人口为101人。

## 人口
朗蒂利人口变化图示